# وایلی‌فاکس
وایلی‌فاکس (انگلیسی: Wileyfox) یک شرکت بریتانیایی تولیدکنندهٔ تلفن‌های هوشمند است که مقر آن در لندن است و محصولات خود را تنها به‌صورت آنلاین به فروش می‌رساند.
شرکت وایلی‌فاکس با همکاری سیانوژن و کوالکام توانسته گوشی‌هایی تولید کند که نسبت به محصولات رقبا قیمت مناسب‌تری دارند.

## مشخصات فنی
| مدل              | سیستم روی یک تراشه | سی‌پی‌یو                          | واحد پردازش گرافیکی | حافظه فلش   | کارت حافظه                               | حافظه تصادفی | سیستم‌عامل    | ابعاد                        | وزن       | باتری                                | وضوح                               | دوربین عقب  | دوربین جلو | قیمت |
| ---------------- | ------------------ | ------------------------------- | ------------------- | ----------- | ---------------------------------------- | ------------ | ------------ | ---------------------------- | --------- | ------------------------------------ | ---------------------------------- | ----------- | ---------- | ---- |
| Wileyfox Spark   | مدیاتک ۶۷۳۵        | ۶۴-بیت چهار هسته‌ای ۱٫۳ گیگاهرتز | Mali T-720          | ۸ گیگابایت  | حافظه microSD قابل ارتقاء تا ۳۲ گیگابایت | ۱ گیگابایت   | سیانوژن ۱۳٫۰ | ۱۴۳ × ۷۰٫۴ × ۸٫۶۵ میلی‌متر    | ۱۳۴٫۵ گرم | 2200mAh قابل تعویض باتری لیتیم پلیمر | ۵" ۱۲۸۰×۷۲۰ (294ppi) IPS display   | ۸ مگاپیکسل  | ۸ مگاپیکسل |      |
| Wileyfox Spark + | مدیاتک ۶۷۳۵        | ۶۴-بیت چهار هسته‌ای ۱٫۳ گیگاهرتز | Mali T-720          | ۱۶ گیگابایت | حافظه microSD قابل ارتقاء تا ۳۲ گیگابایت | ۲ گیگابایت   | سیانوژن ۱۳٫۰ | ۱۴۳ × ۷۰٫۴ × ۸٫۶۵ میلی‌متر    | ۱۳۴٫۵ گرم | 2200mAh قابل تعویض باتری لیتیم پلیمر | ۵" ۱۲۸۰×۷۲۰ (294ppi) IPS display   | ۱۳ مگاپیکسل | ۸ مگاپیکسل |      |
| Wileyfox Spark X | مدیاتک ۶۷۳۵        | ۶۴-بیت چهار هسته‌ای ۱٫۳ گیگاهرتز | Mali T-720          | ۱۶ گیگابایت | حافظه microSD قابل ارتقاء تا ۳۲ گیگابایت | ۲ گیگابایت   | سیانوژن ۱۳٫۰ | ۱۵۴٫۳۵ × ۷۸٫۶ × ۸٫۷۵ میلی‌متر | ۱۳۴٫۵ گرم | 3000mAh قابل تعویض باتری لیتیم پلیمر | ۵٫۵" ۱۲۸۰×۷۲۰ (267ppi) IPS display | ۱۳ مگاپیکسل | ۸ مگاپیکسل |      |